# Geordie
Geordie va ser un grup de rock britànic de Newcastle upon Tyne, sobretot actiu als anys setanta. Amb cançons destacades, "Don't Do That", "All because Of You", "Can You Do It", "Electric Lady" i "Goodbye Love".

## Història

### Formació (1971–1980)
La formació original de Geordie (des del febrer de 1972) incloïa: Vic Malcolm (guitarra principal), Tom Hill (baix), Brian Gibson (bateria) i Brian Johnson (veu principal). El seu primer senzill, "Don't Do That" va entrar al Top 40 de la llista de singles del Regne Unit el desembre de 1972. El març de 1973, Geordie va llançar el seu àlbum de debut, Hope You Like It al segell EMI. Tractant de competir amb equips de glam rock britànics com Slade i Sweet (Geordie va donar suport al primer en una gira al Regne Unit, així com al segon en un concert al Rainbow Club de Londres el març de 1973), van aconseguir l'estatus de Top 10 del Regne Unit amb " All cause of you" (abril de 1973) i va tenir un èxit del Top 20 del Regne Unit amb "Can You Do It" (juliol de 1973). També van tenir diverses aparicions a la BBC Television, incloses 15 aparicions a Top of the Pops, una de les quals va ser el novembre de 1972.
A principis de la Dècada del 1970, Geordie va fer una gira per Austràlia regularment i va guanyar un sòlid seguiment a Newcastle, Nova Gal·les del Sud, a causa de la connexió "Newcastle" i la cançó "Geordie's Lost his Liggie" va guanyar popularitat i reproducció a Newcastle. Van ser una de les bandes de gira habituals que van tocar al "art déco" Savoy Theatre de Lambton. El seu segon àlbum, Don't Be Fooled By The Name (1974), que inclou una versió del tradicional " House of the Rising Sun ", no va aconseguir un èxit.
Després del seu àlbum de 1976 Save the World, el líder Johnson va marxar per un projecte en solitari. L'àlbum de la banda, No Good Woman, el 1978 constava de tres temes inèdits amb Johnson i material nou gravat per Malcolm amb el futur teclista de Dire Straits Alan Clark, el vocalista Dave Ditchburn, el baixista Frank Gibbon i el bateria George Defty. Mentrestant, Johnson havia començat a actuar com a Geordie en una nova formació, de vegades també anomenada Geordie II, en la qual era l'únic membre original. La banda va signar un contracte de gravació el 1980, però finalment es va retirar aquella primavera quan Johnson va substituir a Bon Scott a AC/DC.

### Gira posterior a la ruptura i reunió de Geordie II (1980–2018)
Després que el cantant principal d'AC/DC, Bon Scott, morís el febrer de 1980, AC/DC va triar Brian Johnson (el talent vocal del qual havia estat elogiat anteriorment per Scott) per fer-se càrrec de les funcions vocals principals. Johnson va viatjar amb la banda i productor Robert John "Mutt" Lange a Compass Point Studios a les Bahames per escriure i gravar el seguiment del seu àlbum de 1979 Highway To Hell. Això portaria al llançament de Back in Black d'AC/DC el maig de 1980. Back In Black finalment es convertiria en el segon àlbum més venut de tots els temps.
El 1982, els membres originals, menys Johnson, es van reagrupar com a quintet amb el nou cantant Rob Turnbull i el guitarrista addicional David Stephenson. Van gravar un àlbum titulat No Sweat el 1983. L'àlbum va ser llançat en el segell discogràfic independent de heavy metal, Neat Records. Va ser aclamat per la crítica però no va tenir un gran èxit. L'any 1985/6, Malcolm, Gibson i Stephenson van marxar, i una nova formació va canviar posteriorment el seu nom a Powerhouse, per llançar un àlbum homònim el 1986, abans de tornar a dir-ho com un dia.
A finals de 2001, durant una pausa d'AC/DC, Johnson va tenir una reunió puntual, per a una curta gira al Regne Unit, amb la formació de Geordie de 1977–80, interpretant en gran part versions de portada de rock dur. Eren coneguts com Geordie II.
Rob Turnbull (Dr. Rob) és membre de la banda Gadji des del 2013. El 2014, Vic Malcolm va formar una nova banda, Dynamite, amb Rick Mort i va gravar un àlbum, Rock 'Til You Drop, el 2014 amb el segell independent Tabitha Records.

### Revival (2018-present)
Dos dels membres fundadors originals, el baixista Tom Hill i el bateria Brian Gibson van rellançar Geordie amb una nova formació que incloïa Mark Wright a la veu i Steve Dawson d’Animals II a la guitarra. El gener de 2022, Terry Slesser, de la banda post Free de Paul Kossoff, Back Street Crawler, es va fer càrrec de les funcions vocals. El guitarrista original Vic Malcolm encara està involucrat amb la banda només com a composició de cançons. El grup va llançar un canal de YouTube amb un anunci de la reforma de la banda. Posteriorment s'ha llançat material nou amb Terry i està disponible a la majoria de plataformes de streaming. Un lloc web oficial de la banda va veure la llum a principis del 2023.

## Discografia
Àlbums d'estudi
- Hope You Like It (1973) (Red Bus)
- Do not Be Fooled by the Name (1974) (Red Bus)
- Geordie - Masters of Rock (1974) (EMI)
- Save the World (1976) (Red Bus)
- No Good Woman (1978) (Red Bus - Landmark)
- No Sweat (1983) (Neat Records)

## Àlbums recopilatoris
- Geordie featuring Brian Johnson (1980) (Red Bus)
- Strange Man (1982) (Red Bus)
- Keep on Rocking (1989) (Anchor)
- Rocking with the Boys (1992) (Raven)
- A band from Geordieland (1996) (Repertoire)
- The very best of Geordie (1997) (Arcade)
- The best of Geordie (1998) (Platinum)
- Can You Do It? (1999) (Delta)
- The Singles Collection (2001) (7T s records)
- Can You Do It (2003) (Pickwick - Països Baixos)
- Unreleased Tapes (2005) (OVC Mitjana - Rússia)
- The Very Best of Geordie: The Originals (2009)

Singles amb EMI
- "Do not Do That" 2b / w "Francis Was A Rocker" (EMI, setembre de 1972) - UK Singles Chart # 32
- "All Because Of You" b / w "Is not It Just Like A Woman" (EMI, febrer de 1973) - UK # 6 "Can You Do It" b / w
- "Red Eyed Lady" (EMI, juny de 1973) - UK # 13 "Electric Lady" b / w
- "Geordie Stomp" (EMI, agost de 1973) - UK # 32 "Black Cat Woman" b / w
- "Geordie s Lost His Liggie" (EMI, novembre de 1973) "She 's A Teaser" b / w
- "We'RE All Right Now" (EMI, agost de 1974) "Ride On Baby" b / w
- "Got To Know" (EMI, octubre de 1974) "Goodbye Love" b / w "She 's A Lady" (EMI, 1975)